# Kanton Cerisy-la-Salle
Der Kanton Cerisy-la-Salle war von 1790 bis 2015 ein französischer Wahlkreis im Arrondissement Coutances, im Département Manche und in der Region Normandie; sein Hauptort war Cerisy-la-Salle. Der Kanton war 133 km² groß und hatte 5629 Einwohner (Stand: 2012).
Der Kanton umfasste Wahlberechtigte aus folgenden elf Gemeinden:
| Gemeinde                | Einwohner Jahr | Fläche km² | Bevölkerungsdichte | Code INSEE | Postleitzahl |
| ----------------------- | -------------- | ---------- | ------------------ | ---------- | ------------ |
| Belval                  | 307 (2013)     | –          | – Einw./km²        | 50044      | 50210        |
| Cametours               | 434 (2013)     | –          | – Einw./km²        | 50093      | 50570        |
| Cerisy-la-Salle         | 1037 (2013)    | –          | – Einw./km²        | 50111      | 50210        |
| Guéhébert               | 115 (2013)     | –          | – Einw./km²        | 50223      | 50210        |
| Montpinchon             | 561 (2013)     | –          | – Einw./km²        | 50350      | 50210        |
| Notre-Dame-de-Cenilly   | 671 (2013)     | –          | – Einw./km²        | 50378      | 50210        |
| Ouville                 | 443 (2013)     | –          | – Einw./km²        | 50389      | 50210        |
| Roncey                  | 842 (2013)     | –          | – Einw./km²        | 50437      | 50210        |
| Saint-Denis-le-Vêtu     | 607 (2013)     | –          | – Einw./km²        | 50464      | 50210        |
| Saint-Martin-de-Cenilly | 189 (2013)     | –          | – Einw./km²        | 50513      | 50210        |
| Savigny                 | 432 (2013)     | –          | – Einw./km²        | 50569      | 50210        |